# ヨナス・アルバイラー
ヨナス・アルバイラー（Jonas Arweiler、1997年4月10日）は、ドイツ・ピュットリンゲン出身のサッカー選手。アルメレ・シティFC所属。ポジションはフォワード。

## 経歴

### クラブ
1.FCリーゲルスベルクでサッカーを始め、1.FCザールブリュッケンを経て2013年にボルシア・ドルトムントの育成組織に加入。ドルトムントでは5年間を過ごしU-17やU-20チーム、ボルシア・ドルトムント IIに在籍した。ドルトムント IIではレギオナルリーガでのプレーとなったが、2017年に怪我を負った影響で出場機会が減少した。
2018年5月、オランダのFCユトレヒトに加入。契約期間は2年で、さらに2年延長のオプション付き。リザーブチームのヨングFCユトレヒトで過ごした後、トップチームに昇格すると2020年2月23日に行われたFCトゥウェンテ戦でデビューを果たし、この試合で決勝点をあげる活躍を見せた。
同年8月、ADOデン・ハーグへ1年間の期限付きで加入した。

### 代表
U-16ドイツ代表やU-20ドイツ代表に招集された経験を持つ。
U-20ドイツ代表としては2016年11月10日に行われたU-20イタリア代表戦でデビュー。2017年に韓国で行われたFIFA U-20ワールドカップのメンバーに招集されると、決勝トーナメント1回戦のU-20ザンビア代表戦では試合終了間際に3-3の同点に追いつく得点をあげるなど3試合に出場した。